# Озон
За френския режисьор вижте Франсоа Озон.
Озонът е газ – алотропна форма на кислорода със светлосин цвят и остра миризма. Той е газ при стайна температура и налягане. Под −112 °C се превръща в тъмносиня течност, а под −193 °C – в твърдо вещество с тъмновиолетов цвят.
Названието „озон“ означава на гръцки „миришещ“. Всеки, който е дишал въздуха след силна гръмотевична буря или в близост до електрически разряд, познава добре миризмата на този газ.
Простото вещество озон се състои от три атома кислород (бележи се O3), свързани в полярна молекула с форма на незавършен триъгълник (sp2-хибридизация на кислородните атоми, ъгълът между атомите O-O-O се равнява на 117°, σ- и π-връзки).
Озонът е нестабилно химическо вещество и е много силен окислител. При взаимодействие с повечето окисляеми химични вещества реагира с взрив. Използва се за обеззаразяване на питейни води. Убива микроорганизмите и в по-голяма концентрация е отровен и за хората.
Озонът се образува в атмосферата на нашата планета на височина 25 km под действие на слънчевата радиация и наличието на кислород. Там се образува така нареченият озонов слой - полезна предпазна бариера за вредните ултравиолетови лъчи. Благодарение на това той защитава всички живи същества на Земята от вредното въздействие на радиационното лъчение на Слънцето. На него се дължи и синият цвят на небето.
Открит е от холандския физик Мартин ван Марум, който през 1785 г. счита, че под действие на електрическа искра в присъствие на кислород се получава особена „електрическа материя“.